# Askar Khan
Askar Khan (Asghar Khan Sarkar) fou un kan de Xirvan de la dinastia Sarkar
Era el tercer fill del kan Muhammad Said Khan i va néixer a Shamakha el 1756. Fatali Khan el 1786 va poder escapar del Xirvan que havia caigut altre cop en mans de Fatali Khan de Quba. Es va dirigir al kanat Àvar. El 1789, amb el suport del kan de Shaki, Manaf Khan, un fill d'Hajji Muhammad Ali Khan, es va proclamar kan de Xirvan, però al cap d'un temps indeterminat (varia segons les fonts) Askar o Asgar el va poder matar amb ajut del kan de Karabagh, i va ocupar el seu lloc. Uns mesos després va ser enderrocat pels caps militars de Xirvan i el seu germà, Qasim Khan va arribar al poder.

## Família
Va tenir almenys cinc fills tinguts amb una filla d'Haji Mardi:
- Agha Beg (1802-1864)
- Ali Hasan Beg Sarkar (1810-1862)
- Mammad Hasan Beg Sarkar (1805-1832)
- Mammad Ali Beg Sarkar (1814 -?) (va tenir el rang de tinent coronel a l'exèrcit rus)
- Ismet Khanum Sarkar (1819 -?)